# Unplugged (album, Bryan Adams)
Unplugged je akustické koncertní album a DVD kanadského rockového hudebníka Bryana Adamse. Vydáno bylo roku 1997 prostřednictvím vydavatelství A&M Records. Deska byla nahrána v září 1997 během koncertu v Hammerstein Ballroom v New Yorku.

## Seznam skladeb
| CD             | CD                                                                   | CD                         | CD    |
| Pořadí         | Název                                                                | Autor                      | Délka |
| -------------- | -------------------------------------------------------------------- | -------------------------- | ----- |
| 1.             | Summer of '69                                                        | Adams, Vallance            | 4:02  |
| 2.             | Back to You                                                          | Adams, Kennedy             | 4:30  |
| 3.             | Cuts Like a Knife                                                    | Adams, Vallance            | 5:04  |
| 4.             | I'm Ready                                                            | Adams, Vallance            | 4:29  |
| 5.             | Fits Ya Good                                                         | Adams, Vallance            | 3:02  |
| 6.             | When You Love Someone                                                | Adams, Kamen, Peters       | 3:41  |
| 7.             | 18 til I Die                                                         | Adams, Lange               | 3:31  |
| 8.             | I Think About You                                                    | Adams, Peters              | 2:36  |
| 9.             | If Ya Wanna Be Bad - Ya Gotta Be Good/Let's Make a Night to Remember | Adams, Peters/Adams, Lange | 4:35  |
| 10.            | The Only Thing That Looks Good on Me Is You                          | Adams, Lange               | 4:34  |
| 11.            | A Little Love                                                        | Adams, Kennedy, Peters     | 3:23  |
| 12.            | Heaven                                                               | Adams, Vallance            | 4:31  |
| 13.            | I'll Always Be Right There                                           | Adams, Kamen, Lange        | 4:28  |
| Celková délka: | Celková délka:                                                       | Celková délka:             | 52:26 |

| DVD    | DVD                                        | DVD                    | DVD   |
| Pořadí | Název                                      | Autor                  | Délka |
| ------ | ------------------------------------------ | ---------------------- | ----- |
| 1.     | Summer of '69                              | Adams, Vallance        | 4:23  |
| 2.     | Cuts Like a Knife                          | Adams, Vallance        | 5:15  |
| 3.     | I'm Ready                                  | Adams, Vallance        | 4:39  |
| 4.     | Back to You                                | Adams, Kennedy         | 4:28  |
| 5.     | Fits Ya Good                               | Adams, Vallance        | 3:02  |
| 6.     | When You Love Someone                      | Adams, Kamen, Peters   | 3:41  |
| 7.     | 18 til I Die                               | Adams, Lange           | 3:41  |
| 8.     | I Think About You                          | Adams, Peters          | 2:36  |
| 9.     | If Ya Wanna Be Bad - Ya Gotta Be Good      | Adams, Lange, Peters   | 2:19  |
| 10.    | Let's Make a Night to Remember             | Adams, Lange           | 2:11  |
| 11.    | (I Wanna Be) Your Underwear                | Adams, Kennedy, Peters | 1:24  |
| 12.    | A Little Love                              | Adams, Kennedy, Peters | 3:25  |
| 13.    | Can't Stop This Thing We Started           | Adams, Vallance        | 3:17  |
| 14.    | It Ain't A Party...If You Can't Come Round | Adams, Kamen, Lange    | 1:19  |
| 15.    | Heaven                                     | Adams, Vallance        | 4:39  |
| 16.    | I'll Always Be Right There                 | Adams, Kamen, Lange    | 4:35  |